# Cá trèo đồi
Cá trèo đồi (danh pháp khoa học: Channa asiatica) là loài cá thuộc họ Cá quả. Loài cá này phân bố ở miền bắc Việt Nam, miền nam Trung Quốc, Đài Loan và du nhập vào miền nam Nhật Bản và Sri Lanka.
Kích thước lớn nhất 20 cm.
Cho tới năm 2011 người ta cho rằng cá tràu tiến vua tìm thấy ở Ninh Bình cũng là Channa asiatica, nhưng Nguyễn Văn Hảo (2011) cho rằng cá tràu tiến vua là 2 loài khác, với danh pháp tương ứng là Channa hoaluensis (cá tràu hoa tiến vua) và Channa ninhbinhensis (cá tràu đen tiến vua).